# Edward (książę Edynburga)
Edward, książę Edynburga (Edward Antony Richard Louis, ur. 10 marca 1964 w Londynie) – książę Zjednoczonego Królestwa Wielkiej Brytanii i Irlandii Północnej z dynastii Windsorów, książę Edynburga (od 2023), hrabia Wessexu (od 1999 do 2023), syn Elżbiety II, królowej Zjednoczonego Królestwa i jej męża, Filipa, księcia Edynburga; znajduje się na 14. miejscu w linii sukcesji brytyjskiego tronu.
Książę Edward urodził się w Londynie jako czwarte dziecko i trzeci syn Filipa, księcia Edynburga i Elżbiety II, królowej Zjednoczonego Królestwa.
W 1986 ukończył Jesus College, University of Cambridge. W 1987 wstąpił do Royal Marines.
W 1999 poślubił Zofię Rhys-Jones, z którą ma dwoje dzieci: lady Ludwikę Windsor (ur. 2003) i Jakuba, hrabiego Wessexu (ur. 2007).
Od urodzenia nosił tytuł Jego Królewskiej Wysokości Księcia Edwarda. W dniu ślubu otrzymał od matki tytuły hrabiego Wessexu, a w 2019 dodatkowy tytuł hrabiego Forfar. 10 marca 2023 jego brat, król Karol III, nadał mu tytuł księcia Edynburga. 
Zaangażowany jest w działalność publiczną i charytatywną. Reprezentował matkę w oficjalnych wystąpieniach i patronuje wybranym organizacjom. W 1999 razem z żoną założył fundację The Wessex Youth Trust. Jest patronem między innymi Brytyjskiej Organizacji Paraolimpijskiej i Federacji Igrzysk Wspólnoty Narodów.
Poprzez swojego przodka, Jana Wilhelma Friso, księcia Oranii, spokrewniony jest ze wszystkimi rodzinami królewskimi i książęcymi panującymi w Europie.
Mieszka w Pałacu Świętego Jakuba w Londynie oraz w Bagshot Park w Surrey.

## Edukacja, kariera zawodowa
W szkole Gordonstoun był przewodniczącym samorządu szkolnego. Od dziecka wykazywał zdolności sportowe i aktorskie.
Po skończeniu studiów na wydziale historii Jesus College na Uniwersytecie w Cambridge wstąpił do Królewskiej Piechoty Morskiej, ale wkrótce opuścił wojsko. Zrealizował komediowe widowisko telewizyjne It’s a Royal Knockout (pol. To królewski przebój; 1987) z udziałem Rowana Atkinsona, Meat Loaf i Barbary Windsor. Program, z którego dochód został przeznaczony na cele charytatywne, zebrał fatalne recenzje. Niezrażony krytyką, książę Edward rozpoczął pracę z producentem teatralnym Andrew Lloydem Webberem, a w 1993 założył wytwórnię telewizyjną Ardent Productions.
W latach 90. XX wieku był przez kilka lat sekretnie związany z brytyjską aktorką musicalową, Ruthie Henshall W 1999 poślubił Zofię Rhys-Jones, dyrektorkę przedsiębiorstwa public relations. Finansowe porażki Ardent Productions i niepochlebne komentarze w prasie na temat przedsiębiorstwa jego żony doprowadziły w końcu do tego, że para książęca ogłosiła w tym roku, że wstrzymuje działalność zarobkową, aby skoncentrować się na przygotowaniach do złotego jubileuszu królowej.

## Małżeństwo, rodzina i tytuły

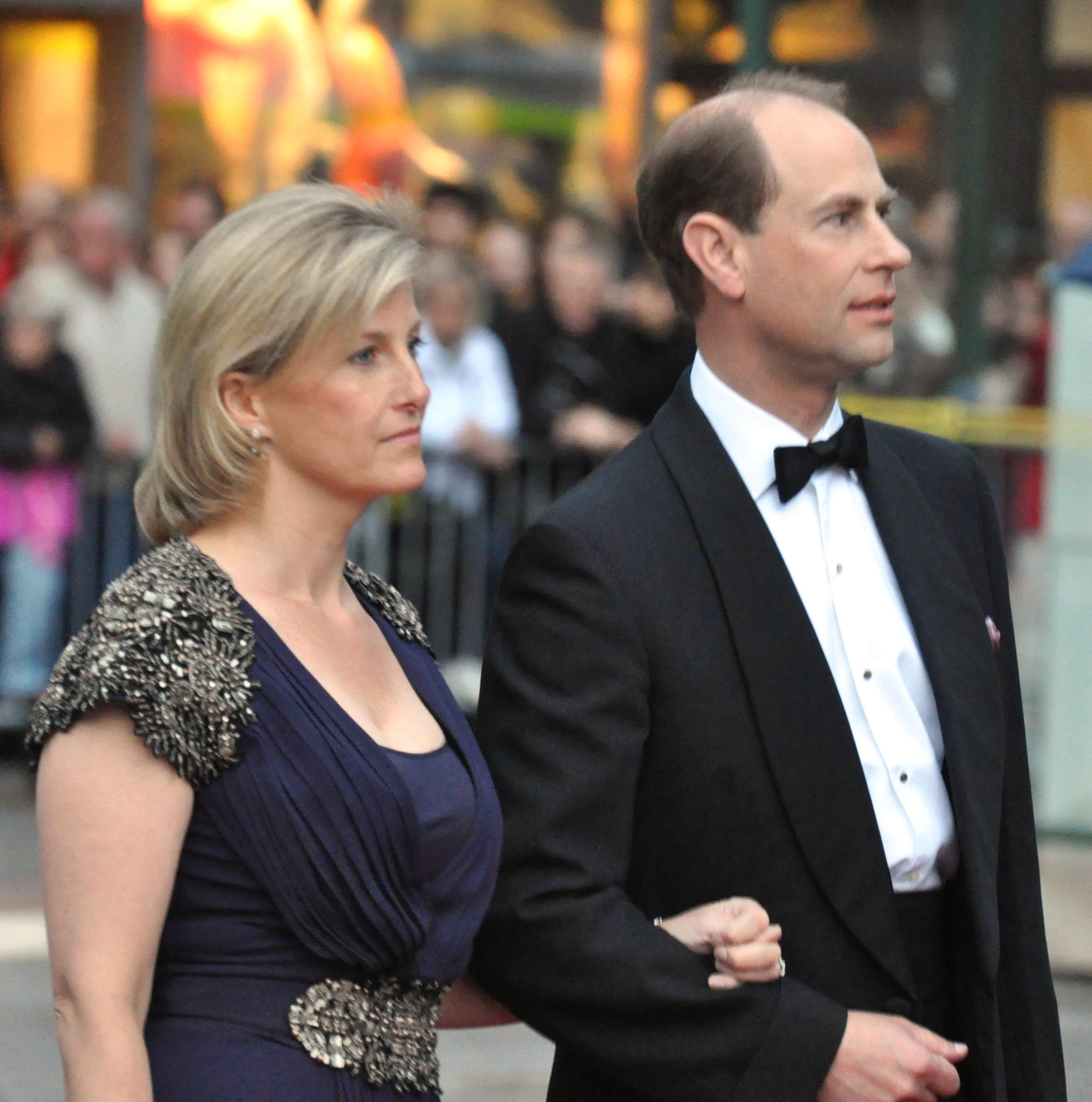
Książę Edward z żoną, 2010

19 czerwca 1999 książę Edward poślubił w kaplicy św. Jerzego na zamku w Windsorze Zofię Rhys-Jones. Kameralny, rodzinny ślub był zerwaniem tradycji wystawnych, formalnych uroczystości królewskich odbywających się w Opactwie Westminsterskim.
W dniu ślubu królowa Elżbieta II nadała swemu najmłodszemu synowi parowski tytuł „hrabiego Wessexu” i, jako dodatkowy, „wicehrabiego Severn” (w Zjednoczonym Królestwie tytuły te noszą najstarsi synowie parów, jako ich następcy, tak też będzie stylizowany syn Edwarda). Było to zerwanie ze zwyczajem, że królewskim synom nadaje się parowskie tytuły książęce (diuków), najwyższe w hierarchii arystokracji brytyjskiej, zaraz poniżej rodziny królewskiej. Tytuł hrabiowski Wessexu nie jest zwyczajnym tytułem, gdyż ostatnią osobą go noszącą był Harold Godwinson przed swoim wstąpieniem na tron Anglii w 1066 (jako Harold II). Książę Edward jest obecnie znany i oficjalnie tytułowany „Jego Królewską Wysokością hrabią Wessexu” (His Royal Highness The Earl of Wessex), a jego żona „Jej Królewską Wysokością hrabiną Wessexu” (Her Royal Highness The Countess of Wessex). Ogłoszono także, że po śmierci swojego ojca, Filipa Mountbattena-księcia żona, kiedy jego tytuł księcia Edynburga wygaśnie wraz z „przejściem” do Korony, Edward zostanie kreowany nowym księciem Edynburga (ostatecznie tytuł odziedziczył jego najstarszy brat, książę Karol).
Wessexowie podjęli także decyzję, że ich przyszłe dzieci nie będą tytułowane zgodnie z przysługującym im formalnie prawem „Ich Królewskimi Wysokościami książętami Zjednoczonego Królestwa” (jako wnukowie monarchy w linii męskiej), lecz jak potomstwo parowskiego hrabiego, to znaczy najstarszy syn będzie wicehrabią Severn, młodsi synowie będą „wielmożnymi” (The Honourable), a córki będą posługiwały się tytułami „lady”.
8 listopada 2003 hrabiostwu Wessexu, mieszkającemu w rezydencji Bagshot Park, urodziło się pierwsze dziecko, córka – Louise Alice Elizabeth Mary, znana jako lady Louise Windsor.
17 grudnia 2007 na świat przyszło drugie dziecko Edwarda i Zofii, ósmy wnuk królowej Elżbiety II. James Windsor otrzymał tytuł „wicehrabiego Severn”.
Książę Edward został sportretowany w serialu komediowym The Windsors; w jego rolę wcielił się Matthew Cottle
10 marca 2023, w 59. urodziny, otrzymał od swojego brata, króla Zjednoczonego Królestwa Karola III, tytuł księcia Edynburga. Tytuł ten nie jest dziedziczny, więc po śmierci Edwarda nie przejdzie na jego dzieci, ale będzie mógł zostać nadany innemu starszemu członkowi rodziny królewskiej.

## Genealogia

### Przodkowie
| Osoba                    | Rodzice                                      | Dziadkowie                                | Pradziadkowie                                        | Prapradziadkowie                                                                     |
| ------------------------ | -------------------------------------------- | ----------------------------------------- | ---------------------------------------------------- | ------------------------------------------------------------------------------------ |
| Edward, książę Edynburga | Filip, książę Edynburga                      | Andrzej, książę Grecji i Danii            | Jerzy I, król Hellenów                               | Chrystian IX, książę Szlezwiku-Holsztynu, król Danii oraz książę Saksonii-Lauenburga |
| Edward, książę Edynburga | Filip, książę Edynburga                      | Andrzej, książę Grecji i Danii            | Jerzy I, król Hellenów                               | Luiza, księżniczka Hesji-Kassel, królowa Danii                                       |
| Edward, książę Edynburga | Filip, książę Edynburga                      | Andrzej, książę Grecji i Danii            | Olga, królowa Grecji, wielka księżna Rosji           | Konstanty Romanow, wielki książę Rosji                                               |
| Edward, książę Edynburga | Filip, książę Edynburga                      | Andrzej, książę Grecji i Danii            | Olga, królowa Grecji, wielka księżna Rosji           | Aleksandra z Saksonii-Altenburga                                                     |
| Edward, książę Edynburga | Filip, książę Edynburga                      | Alicja, księżna Grecji i Danii            | Ludwik Mountbatten, 1. markiz Milford Haven          | Aleksander z Hesji-Darmstadt, książę Hesji i Renu                                    |
| Edward, książę Edynburga | Filip, książę Edynburga                      | Alicja, księżna Grecji i Danii            | Ludwik Mountbatten, 1. markiz Milford Haven          | Julia Hauke herbu Bosak                                                              |
| Edward, książę Edynburga | Filip, książę Edynburga                      | Alicja, księżna Grecji i Danii            | Wiktoria, markiza Milford Haven                      | Ludwik IV, wielki książę Hesji                                                       |
| Edward, książę Edynburga | Filip, książę Edynburga                      | Alicja, księżna Grecji i Danii            | Wiktoria, markiza Milford Haven                      | Alicja Koburg, księżniczka Zjednoczonego Królestwa, wielka księżna Hesji i Renu      |
| Edward, książę Edynburga | Elżbieta II, królowa Zjednoczonego Królestwa | Jerzy VI, król Zjednoczonego Królestwa    | Jerzy V, król Zjednoczonego Królestwa                | Edward VII, król Zjednoczonego Królestwa                                             |
| Edward, książę Edynburga | Elżbieta II, królowa Zjednoczonego Królestwa | Jerzy VI, król Zjednoczonego Królestwa    | Jerzy V, król Zjednoczonego Królestwa                | Aleksandra Duńska, księżniczka Danii i królowa Zjednoczonego Królestwa               |
| Edward, książę Edynburga | Elżbieta II, królowa Zjednoczonego Królestwa | Jerzy VI, król Zjednoczonego Królestwa    | Maria, królowa Zjednoczonego Królestwa               | Franciszek Teck, hrabia von Hohenstein, później książę von Teck                      |
| Edward, książę Edynburga | Elżbieta II, królowa Zjednoczonego Królestwa | Jerzy VI, król Zjednoczonego Królestwa    | Maria, królowa Zjednoczonego Królestwa               | Maria Adelajda Hanowerska, księżniczka Cambridge, księżna Teck                       |
| Edward, książę Edynburga | Elżbieta II, królowa Zjednoczonego Królestwa | Elżbieta, królowa Zjednoczonego Królestwa | Claude Bowes-Lyon, 14. hrabia Strathmore i Kinghorne | Claude Bowes-Lyon, 13. hrabia Strathmore i Kinghorne                                 |
| Edward, książę Edynburga | Elżbieta II, królowa Zjednoczonego Królestwa | Elżbieta, królowa Zjednoczonego Królestwa | Claude Bowes-Lyon, 14. hrabia Strathmore i Kinghorne | Frances Bowes-Lyon                                                                   |
| Edward, książę Edynburga | Elżbieta II, królowa Zjednoczonego Królestwa | Elżbieta, królowa Zjednoczonego Królestwa | Cecilia Bowes-Lyon, hrabina Strathmore i Kinghorne   | Charles Cavendish-Bentinck                                                           |
| Edward, książę Edynburga | Elżbieta II, królowa Zjednoczonego Królestwa | Elżbieta, królowa Zjednoczonego Królestwa | Cecilia Bowes-Lyon, hrabina Strathmore i Kinghorne   | Louisa Cavendish-Bentinck                                                            |

### Potomkowie
Z Zofią, księżna Edynburga:
- lady Ludwika Windsor (właśc. Lady Ludwika Mountbatten-Windsor; ur. 2003)
- Jakub, hrabia Wessexu (właśc. Jakub Aleksander Filip Teodor Mountbatten-Windsor; ur. 2007)